# Гойхман, Борис Абрамович
Бори́с Абра́мович Го́йхман (28 апреля 1919, Вознесенск, Херсонская губерния — 28 октября 2005, Москва) — советский ватерполист, вратарь, серебряный и бронзовый призёр Олимпийских игр. Заслуженный мастер спорта СССР (1955), Заслуженный тренер СССР.

## Биография
Участник Великой Отечественной войны, кавалер боевых наград.
На своей первой Олимпиаде в 1952 году в составе сборной СССР занял 7-е место, сыграв все 7 матчей команды. Был признан лучшим вратарём турнира. На следующих Играх СССР завоевал бронзу, а Гойхман провёл 6 матчей. В 1960 году стал серебряным призёром, проведя 4 встречи.
Выступал за московское «Динамо» с 1938 по 1941 год, с 1945 по 1946 играл за ЦДКА, с 1947 по 1949 год за московское «Торпедо», затем за ВВС с 1950 по 1952, а с 1953 по 1960 вновь за ЦВСК ВМФ.
Шестикратный чемпион СССР в 1945, 1946, 1948, 1951, 1952 и 1954 годах, пятикратный обладатель Кубка СССР в 1946, 1947, 1948, 1951 и 1953 годах. Провёл 110 матчей в составе сборной СССР.
C 1961 года возглавлял команду ЦВСК ВМФ. Под его руководством клуб пять раз становился чемпионом СССР, а также обладателем Кубка страны. Судья всесоюзной категории (1957).
Похоронен на Троекуровском кладбище.

## Достижения как игрока
ЦДКА / ЦДСА
- Чемпион СССР: 1945, 1946, 1954
- Обладатель Кубка СССР: 1946, 1953

«Торпедо»
- Чемпион СССР: 1948
- Обладатель Кубка СССР: 1947, 1948

ВВС
- Чемпион СССР: 1951, 1952
- Обладатель Кубка СССР: 1951

## Награды
- Орден «Знак Почёта» (16.09.1960) — за успешные выступления в XVII летних и VIII зимних Олимпийских играх 1960 года, а также за выдающиеся спортивные достижения[5]
- Медаль «За трудовую доблесть» (27.04.1957) — за успехи, достигнутые в деле развития массового физкультурного движения в стране, повышения мастерства советских спортсменов, и успешное выступление на международных соревнованиях